# Gordie Howe

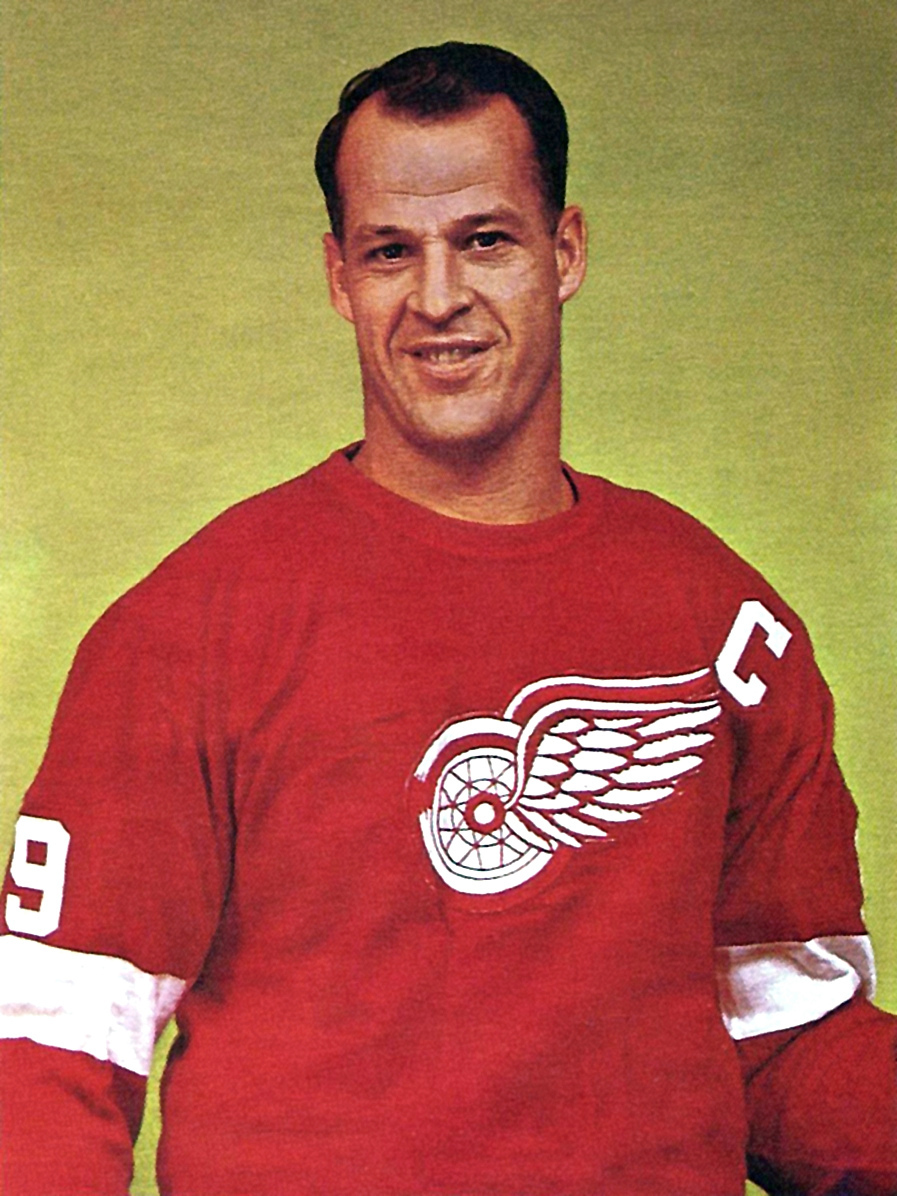
Gordie Howe jako kapitán (C) v dresu Detroitu Red Wings

Gordon "Gordie" Howe (31. března 1928, Floral, Kanada – 10. června 2016 ) byl profesionální hokejista. Často je označován jako Mr. Hockey a je považován za jednoho z nejlepších hokejistů všech dob. Je čtyřnásobným vítězem Stanley Cupu s Detroitem (1950, 1952, 1954, 1955), šestinásobný držitel Hart Memorial Trophy (1952, 1953, 1957, 1958, 1960, 1963) a Art Ross Trophy (1951, 1952, 1953, 1954, 1957, 1963) a Lester Patrick Trophy (1967). U příležitosti 100. výročí NHL byl v lednu 2017 vybrán jako jeden ze sta nejlepších hráčů historie ligy.

## Dětství
Narodil se farmářům Albertu a Kate Howeovým 31. března 1928 na jejich statku ve Floral, kanadské provincii Saskatchewan. Měl devět sourozenců. Když mu bylo devět let, celá rodina se přestěhovala do Howes Saskatoon, kde byl otec Ab v době velké hospodářské krize zaměstnán jako dělník. Ve školním věku se u Gordieho projevila dyslexie, školu opustil ve 14 letech, aby se živil jako pomocný dělník.
S hokejem začal v osmi letech. V 15 letech se zúčastnil tréninkového kempu New York Rangers ve Winnipegu, kde o něj trenéři neprojevili zájem. O rok později měl již skaut Detroitu Red Wings, Fred Pinckney, jiný názor. Zařadil jej do juniorského týmu v Cambridge v Ontariu (Galt Red Wings). V roce 1945 byl přeřazen do týmu Omaha Knights, který hrál v soutěži USHL, kde jako sedmnáctiletý odehrál 51 zápasů se 48 kanadskými body.

## Profesionální liga

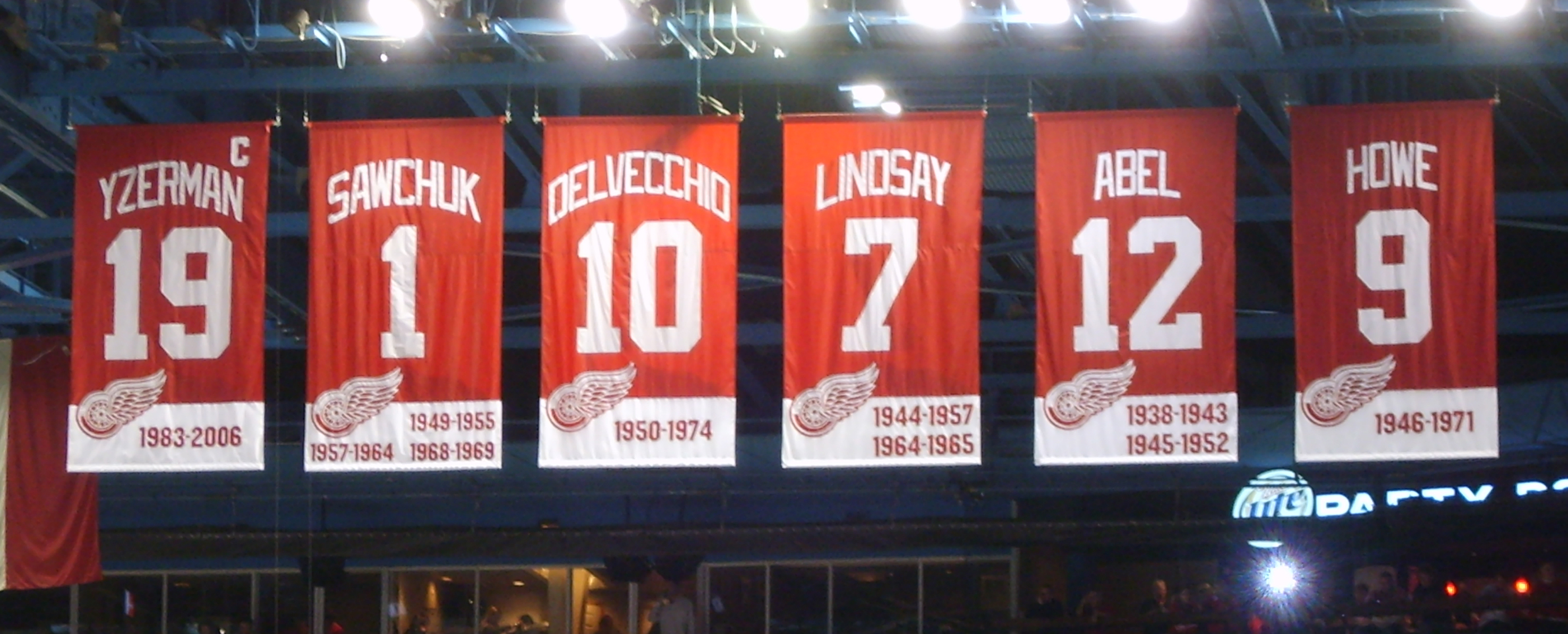
Vyřazená čísla v Joe Louis Areně

Následující sezónu 1946/47 již o něj projevili zájem v hlavním kádru Detroitu, kde také poprvé nastoupil v NHL. To mu bylo osmnáct let a na zádech měl pod svým jménem uvedeno číslo 17. Poté, co Roy Conacher přestoupil do Chicaga, mu bylo nabídnuto dresové číslo 9, které přijal a již nezměnil. V první sezóně odehrál 58 zápasů s 22 kanadskými body (7 + 15), což také bylo nejméně v celé jeho profesionální kariéře. V dresu Detroitu odehrál 25 sezón (1946 – 1971), 1687 zápasů, nasbíral 1809 bodů (786 + 1023) což je 1,07 bodu na zápas. V letech 1958 – 1962 byl týmový kapitán. 12. března 1972 bylo číslo, které nosil vyřazeno a pověšeno pod strop Joe Louis Areny. S Detroitem také vyhrál čtyřikrát Stanley Cup (1950, 1952, 1954, 1955).
Svými nesčetnými šarvátkami si vysloužil přezdívku Mr. Elbows. Taktéž vznikl nový termín, hattrick Gordieho Howea, hráč který jej splnil vstřelil v jednom zápase gól, jednou přihrál na gól a jednou se popral. 28. března 1950 také Howe prožil nejhorší zranění za celou dobu kariéry. Při zápase s Torontem se střetl s hokejkou protihráče Teda Kennedyho a následně s mantinelem. Výsledkem nárazu bylo těžké zranění hlavy a nadočnicového oblouku. Musel se podrobit okamžité operaci, kdy mu z hlavy odstranili krevní sraženinu, která mu tlačila na mozek. I přesto, že to vypadalo na konec profesionální kariéry, rychle se zotavil a příští sezónu již nastoupil opět do zápasů.
V sezóně 1970/71 se objevily problémy s artritidou v levém zápěstí. To způsobilo, že po konci sezóny oznámil také konec kariéry. V roce 1972 byl uveden do Hokejové síně slávy. Po ukončení kariéry se mu stala obživou funkce viceprezidenta Red Wings. Avšak po vzniku nové hokejové ligy World Hockey Association, mu byla nabídnuta zahrát si v dresu společně se svými syny. Tu přijal a po dvou vynechaných sezónách se opět vrátil na led, tentokrát týmu Houston Aeros. Zajímavostí je, že pouze dva hráči v týmu se narodili dřív, než střelil svůj první ligový gól.
Po čtyřech sezónách strávených Houston Aeros se společně se syny rozhodl změnit působiště. V červnu 1977 podepsali smlouvu s New England Whalers v téže lize. Zde 7. prosince 1977 v zápase s Birmingham Bulls překonal hranici 1000 asistencí. Dvě sezóny stačil odehrát v dresu New England Whalers a WHA zanikla. Tým se tedy přesunul do NHL a přejmenoval se na Hartford Whalers. Opět oznámil, že po sezóně skončí. Tentokrát definitivně. Po 80 odehraných zápasech, 15 vstřelených gólů a 26 asistencí, ukončil svoji dlouhodobou kariéru, ve které odehrál 2186 zápasů, vsítil 975 gólů, 1383 asistencí, celkově tedy získal 2358 bodů.
3. října 1997 nastoupil tehdy devětašedesátiletý k zahajovacímu utkání IHL v dresu Detroit Vipers proti Kansas City Blades. Stal se tak prvním hráčem, který jako profesionální hokejista nastoupil v šesti desetiletích (40., 50., 60., 70., 80. a 90. letech).

## Ocenění
- Stanley Cup – 1950, 1952, 1954, 1955
- Art Ross Memorial Trophy – 1951, 1952, 1953, 1954, 1957, 1963
- Hart Memorial Trophy – 1952, 1953, 1957, 1958, 1960, 1963
- Lester B. Pearson Award – 1967
- Lionel Conacher Award – 1963
- uveden do Hokejové síně slávy v roce 1972.
- Gordie Howe Trophy – 1974

## Klubové statistiky
| Sezóna     | Klub                | Soutěž     |      | Základní část | Základní část | Základní část | Základní část | Základní část |    | Play off | Play off | Play off | Play off | Play off |
| Sezóna     | Klub                | Soutěž     | Z    | G             | A             | B             | TM            | Z             | G  | A        | B        | TM       |          |          |
| 1945–46    | Omaha Knights       | USHL       | 51   | 22            | 26            | 48            | 53            | 6             | 2  | 1        | 3        | 15       |          |          |
| 1946–47    | Detroit Red Wings   | NHL        | 58   | 7             | 15            | 22            | 52            | 5             | 0  | 0        | 0        | 18       |          |          |
| 1947–48    | Detroit Red Wings   | NHL        | 60   | 16            | 28            | 44            | 63            | 10            | 1  | 1        | 2        | 11       |          |          |
| 1948–49    | Detroit Red Wings   | NHL        | 40   | 12            | 25            | 37            | 57            | 11            | 8  | 3        | 11       | 19       |          |          |
| 1949–50    | Detroit Red Wings   | NHL        | 70   | 35            | 33            | 68            | 69            | 1             | 0  | 0        | 0        | 7        |          |          |
| 1950–51    | Detroit Red Wings   | NHL        | 70   | 43            | 43            | 86            | 74            | 6             | 4  | 3        | 7        | 4        |          |          |
| 1951–52    | Detroit Red Wings   | NHL        | 70   | 47            | 39            | 86            | 78            | 8             | 2  | 5        | 7        | 2        |          |          |
| 1952–53    | Detroit Red Wings   | NHL        | 70   | 49            | 46            | 95            | 57            | 6             | 2  | 5        | 7        | 2        |          |          |
| 1953–54    | Detroit Red Wings   | NHL        | 70   | 33            | 48            | 81            | 109           | 12            | 4  | 5        | 9        | 31       |          |          |
| 1954–55    | Detroit Red Wings   | NHL        | 64   | 29            | 33            | 62            | 68            | 11            | 9  | 11       | 20       | 24       |          |          |
| 1955–56    | Detroit Red Wings   | NHL        | 70   | 38            | 41            | 79            | 100           | 10            | 3  | 9        | 12       | 8        |          |          |
| 1956–57    | Detroit Red Wings   | NHL        | 70   | 44            | 45            | 89            | 72            | 5             | 2  | 5        | 7        | 6        |          |          |
| 1957–58    | Detroit Red Wings   | NHL        | 64   | 33            | 44            | 77            | 40            | 4             | 1  | 1        | 2        | 0        |          |          |
| 1958–59    | Detroit Red Wings   | NHL        | 70   | 32            | 46            | 78            | 57            | --            | -- | --       | --       | --       |          |          |
| 1959–60    | Detroit Red Wings   | NHL        | 70   | 28            | 45            | 73            | 46            | 6             | 1  | 5        | 6        | 4        |          |          |
| 1960–61    | Detroit Red Wings   | NHL        | 64   | 23            | 49            | 72            | 30            | 11            | 4  | 11       | 15       | 10       |          |          |
| 1961–62    | Detroit Red Wings   | NHL        | 70   | 33            | 44            | 77            | 54            | --            | -- | --       | --       | --       |          |          |
| 1962–63    | Detroit Red Wings   | NHL        | 70   | 38            | 48            | 86            | 100           | 11            | 7  | 9        | 16       | 22       |          |          |
| 1963–64    | Detroit Red Wings   | NHL        | 69   | 26            | 47            | 73            | 70            | 14            | 9  | 10       | 19       | 16       |          |          |
| 1964–65    | Detroit Red Wings   | NHL        | 70   | 29            | 47            | 76            | 104           | 7             | 4  | 2        | 6        | 20       |          |          |
| 1965–66    | Detroit Red Wings   | NHL        | 70   | 29            | 46            | 75            | 83            | 12            | 4  | 6        | 10       | 12       |          |          |
| 1966–67    | Detroit Red Wings   | NHL        | 69   | 25            | 40            | 65            | 53            | --            | -- | --       | --       | --       |          |          |
| 1967–68    | Detroit Red Wings   | NHL        | 74   | 39            | 43            | 82            | 53            | --            | -- | --       | --       | --       |          |          |
| 1968–69    | Detroit Red Wings   | NHL        | 76   | 44            | 59            | 103           | 58            | --            | -- | --       | --       | --       |          |          |
| 1969–70    | Detroit Red Wings   | NHL        | 76   | 31            | 40            | 71            | 58            | 4             | 2  | 0        | 2        | 2        |          |          |
| 1970–71    | Detroit Red Wings   | NHL        | 63   | 23            | 29            | 52            | 38            | --            | -- | --       | --       | --       |          |          |
| 1973–74    | Houston Aeros       | WHA        | 70   | 31            | 69            | 100           | 46            | 13            | 3  | 14       | 17       | 34       |          |          |
| 1974–75    | Houston Aeros       | WHA        | 75   | 34            | 65            | 99            | 84            | 13            | 8  | 12       | 20       | 20       |          |          |
| 1975–76    | Houston Aeros       | WHA        | 78   | 32            | 70            | 102           | 76            | 17            | 4  | 8        | 12       | 31       |          |          |
| 1976–77    | Houston Aeros       | WHA        | 62   | 24            | 44            | 68            | 57            | 11            | 5  | 3        | 8        | 11       |          |          |
| 1977–78    | New England Whalers | WHA        | 76   | 34            | 62            | 96            | 85            | 14            | 5  | 5        | 10       | 15       |          |          |
| 1978–79    | New England Whalers | WHA        | 58   | 19            | 24            | 43            | 51            | 10            | 3  | 1        | 4        | 4        |          |          |
| 1979–80    | Hartford Whalers    | NHL        | 80   | 15            | 26            | 41            | 42            | 3             | 1  | 1        | 2        | 2        |          |          |
| 1997–98    | Detroit Vipers      | IHL        | 1    | 0             | 0             | 0             | 0             | --            | -- | --       | --       | --       |          |          |
| NHL celkem | NHL celkem          | NHL celkem | 1767 | 801           | 1049          | 1850          | 1685          | 157           | 68 | 92       | 160      | 220      |          |          |
| WHA celkem | WHA celkem          | WHA celkem | 419  | 174           | 334           | 508           | 399           | 78            | 28 | 43       | 71       | 115      |          |          |

## Reprezentace
| Rok                       | Tým                       | Soutěž                    | Z | G | A | B | TM |
| ------------------------- | ------------------------- | ------------------------- | - | - | - | - | -- |
| 1974                      | Kanada                    | SS                        | 7 | 3 | 4 | 7 | 2  |
| Seniorská kariéra celkově | Seniorská kariéra celkově | Seniorská kariéra celkově | 7 | 3 | 4 | 7 | 2  |